# جون دوران (لاعب هوكي الجليد)
جون دوران هو لاعب هوكي الجليد كندي، ولد في 24 مايو 1911، وتوفي في 11 فبراير 1975.

## وصلات خارجية
- جون دوران على موقع دوري الهوكي الوطني (الإنجليزية)
- جون دوران على موقع EliteProspects.com (الإنجليزية)
- جون دوران على موقع HockeyDB.com (الإنجليزية)
- جون دوران على موقع Hockey-Reference.com (الإنجليزية)